# Ochla (stacja kolejowa)
Ochla – nieczynna stacja kolejowa w Zielonej Górze, w dzielnicy Ochla, w województwie lubuskim. Stacja położona jest na rozebranej linii Zielona Góra – Szprotawa.